# Demòtica
Demòtica (en grec Didimótikho: Διδυμότειχο, antiga Katharevousa: Διδυμότειχον, en turc Dimetoka, en búlgar Димотика Dimotika) és una ciutat de la part oriental de la prefectura d'Evros a Grècia, capital de la província de Didimótikho i de la municipalitat de Didimótikho. És a 35 km al sud d'Adrianòpolis, i a 12 km de la frontera turca, a un turó prop del riu Zizildeli, en el punt d'unió d'aquest amb el Maritza (o Evros). La municipalitat és la més oriental de Grècia (en concret la vila de Pythio, dins la municipalitat). La població és de 8.374 habitants (cens de 2001) mentre la municipalitat té una superfície de 354.134 km² i una població de 18.998 habitants. La principal ciutat de la municipalitat és Demòtica, i altres són Lagós, Koufóvouno, Sofikó, Ellinochóri, Karotí i Pythio. El seu nom vol dir "Doble Muralles" (didymos = doble, i teichos mur).

## Història
Fou una important ciutat de Tràcia hel·lenitzada; els romans la van saquejar el 204 aC. La ciutat fou refundada per Trajà al començament del segle ii amb el nom de Plotinòpolis, per la seva dona Plotina. Fou important sota els romans d'Orient i lloc de cacera pels emperadors i després pels soldans otomans. Sota domini romà d'Orient fou teatre de diversos enfrontaments. Hi van néixer dos emperadors, Joan III Ducas Vatatzes (1222-1254) i Joan V Paleòleg. El 1204 fou seu d'un efímer Ducat llatí. La ciutat era també seu d'un arquebisbat grec.
El 1352 s'hi va lliurar la batalla de Demòtica. El novembre de 1361 fou ocupada per primer cop pels otomans dirigits segurament per Hadjdji Ilbegi. Abans de la conquesta d'Adrianòpolis el sultà Murat I hi va tenir la cort fins vers el 1365. Hi va néixer Baiazet II el gener del 1449, i també hi va morir el 26 de maig de 1512. El febrer de 1713 hi va estar un temps el rei Carles XII de Suècia, fins a l'octubre de 1714. Llavors era centre d'una nahiye i hi tenia força l'orde sufí dels bektaixís; formà part de la wilaya d'Adrianòpolis.
El 1912 fou ocupada pels búlgars a la Primera Guerra dels Balcans, però retornada a l'Imperi a l'any següent. El 1914 Turquia la va cedir a Bulgària a canvi d'entrar a la I Guerra Mundial. Al final de la I Guerra Mundial va passar a Grècia pel tractat de Neuilly de 27 de novembre de 1919. Durant la guerra entre Grècia i Turquia de 1919 a 1922 va ser breument ocupada pels otomans. La sobirania grega fou confirmada pel tractat de Lausana de 1923. El 17 a 22 de febrer de 2005 va ser afectada per una pujada del riu Evros i el 2 de març de 2005 i els dos dies següents la ciutat va patir seriosos danys per les inundacions.

## Monuments i llocs destacats
- Mesquita del segle xiv (vers 1395 o 1397)
- Castell
- Museu folklòric
- Banys del Silenci, el hammam més antic d'Europa
- Plaça Central (Kentriki Plateia) al costat de l'Ajuntament
- Museu Militar[2]
- Teatre Municipal
- Ruïnes de Plotinòpolis.
- Muralles i fortificacions romanes d'Orient

## Població
| Any  | Població | Canvi       |
| ---- | -------- | ----------- |
| 1981 | -        | -           |
| 1991 | 19.450   | -           |
| 2001 | 18.998   | -452/-2,32% |